# Renato Poggioli
Renato Poggioli (Firenze, 16 aprile 1907 – Crescent City, 3 maggio 1963) è stato uno slavista, traduttore e critico letterario italiano.

## Biografia
Fu un critico specializzato in letteratura russa e studioso di critica comparata. Divenne conosciuto per il suo libro Teoria dell'arte d'avanguardia del 1962, tradotto in inglese come The Theory of Avant-garde. In quest'opera egli sostenne la stretta connessione delle avanguardie con l'eredità del romanticismo.
Fu professore tra il '38 e il '63 allo Smith College, alla Brown University ed alla Harvard University.
A Firenze nel 1946 fondò con Luigi Berti la rivista Inventario.
Renato Poggioli fu anche un militante antifascista e uno dei fondatori e presidente provvisorio, nel 1939, della Società Mazzini, fondata a Northampton (Massachusetts), la più grande organizzazione antifascista al di fuori d'Italia.
Svolse l'attività di traduttore e divulgatore della letteratura russa. In particolare in Il fiore del verso russo, raccolta antologica pubblicata nel 1949 per Einaudi.
Morì il 3 maggio 1963 per le lesioni riportate in un incidente stradale, avvenuto una settimana prima.
Era padre di Sylvia Poggioli, corrispondente della NPR.

## Curiosità
- Viene brevemente menzionato nel romanzo Herzog di Saul Bellow.
- Nel 2007, per il centenario della nascita, l'università di Harvard, la Brown University e la Massachusetts-Amherst organizzarono un ciclo di conferenze in suo onore.